# Meijin 1991
Il Meijin 1991 è stata la 16ª edizione del torneo goistico giapponese Meijin.

## Qualificazioni
Dalle eliminatorie i giocatori qualificati al torneo finale sono stati Hideyuki Fujisawa, Tomoyasu Mimura e Kunio Ishii.

## Torneo
- W indica vittoria col bianco
- B indica vittoria col nero
- X indica la sconfitta
- +R indica che la partita si è conclusa per abbandono
- +N indica lo scarto dei punti a fine partita
- +F indica la vittoria per forfeit
- +T indica la vittoria per timeout
- +? indica una vittoria con scarto sconosciuto
- V indica una vittoria in cui non si conosce scarto e colore del giocatore

| Giocatore         | H.O.  | M.T.  | C.C.  | S.A.  | R.K. | N.Y.  | H.F.  | K.I.  | T.M.  | Risultato | Note                    |
| ----------------- | ----- | ----- | ----- | ----- | ---- | ----- | ----- | ----- | ----- | --------- | ----------------------- |
| Hideo Otake       | –     | X     | X     | X     | X    | W+R   | X     | W+R   | B+R   | 3-5       |                         |
| Masaki Takemiya   | B+5,5 | –     | W+R   | B+R   | X    | B+0,5 | X     | B+4,5 | W+R   | 6-2       |                         |
| Cho Chikun        | W+R   | X     | –     | X     | X    | X     | B+R   | W+R   | B+R   | 4-4       |                         |
| Shuzo Awaji       | B+R   | X     | B+R   | –     | X    | X     | X     | X     | W+R   | 3-5       | Retrocesso              |
| Rin Kaiho         | W+R   | B+2,5 | W+0,5 | B+R   | –    | W+R   | B+2,5 | W+1,5 | B+3,5 | 8-0       | Qualificato alla finale |
| Norimoto Yoda     | X     | X     | B+0,5 | W+3,5 | X    | –     | W+R   | B+R   | X     | 4-4       |                         |
| Hideyuki Fujisawa | W+R   | B+0,5 | X     | B+R   | X    | X     | –     | X     | B+2,5 | 4-4       |                         |
| Kunio Ishii       | X     | X     | X     | W+3,5 | X    | X     | B+R   | –     | X     | 2-6       | Retrocesso              |
| Tomoyasu Mimura   | X     | X     | X     | X     | X    | B+2,5 | X     | B+1,5 | –     | 2-6       | Retrocesso              |

## Finale
La finale è stata una sfida al meglio delle sette partite ma le ultime due non sono state giocate in quanto Koichi Kobayashi aveva già ottenuto le quattro vittorie necessarie ad aggiudicarsi il torneo.